# Ivan F. Boesky
Ivan Frederick Boesky (* 6. März 1937 in Detroit, Michigan; † 20. Mai 2024 in La Jolla, Kalifornien) war ein US-amerikanischer Börsenspekulant. Er war in einen der größten Wirtschaftsskandale der 1980er Jahre verwickelt und wurde zu drei Jahren Gefängnis und einer Geldstrafe verurteilt.

## Leben

### Aufstieg
Der Sohn eines russisch-jüdischen Emigranten und Barbesitzers aus Detroit besuchte in Bloomfield Hills die Cranbrook School (heutige Cranbrook Kingswood School) und machte seinen Abschluss an der Mumford High School in Detroit. Nach seinem Studium an der Wayne State University, der Eastern Michigan University und University of Michigan und zuletzt am Law College der Michigan State University ohne Bachelor-Abschluss arbeitete er als Buchhalter in einer Rechtsanwaltskanzlei. Mit 29 Jahren wechselte er als Arbitragehändler an die Wall Street. Sein reicher Schwiegervater, der damals noch die Miete für ihn aufbringen musste, nannte ihn bis dahin „Ivan, der Schnorrer“.
Mit 49 Jahren verfügte Boesky als „Corporate Raider“ über ein Vermögen von 200 Millionen Dollar. An der Wall Street hatte er den Spitznamen „Ivan der Schreckliche“. Auch Boeskys Hang zur Verschwendung war legendär. Wenn er in den teuersten Restaurants essen ging, bestellte er mehrere Hauptspeisen. Von jeder kostete er dann nur einen Bissen, um zu sehen, was ihm am besten schmeckte. Das aß er dann, den Rest ließ er stehen.

### Ermittlungen
Die Ermittlungen gegen Boesky wurden durch den Investment-Banker Dennis Levine ausgelöst, der im Mai 1986 von der Securities and Exchange Commission verhaftet wurde und gegen Boesky aussagte. Staatsanwalt in diesem Prozess war damals der spätere New Yorker Bürgermeister Rudy Giuliani. Boesky wurde 1986 wegen verbotener Insidergeschäfte zu drei Jahren Gefängnis und einer Geldstrafe von 100 Millionen Dollar verurteilt. Da ihm noch eine letzte Transaktion vor dem Urteil gestattet war, verkaufte er ein großes Aktienpaket im Wert von 440 Millionen Dollar. Damit konnte er die Geldstrafe sofort begleichen.

### Künstlerische Rezeption
Für die Filmfigur Gordon Gekko aus dem Oliver-Stone-Film Wall Street war Boesky neben Carl Icahn eines der Vorbilder. Teile der „Gier-ist-Gut-Rede“, die Boesky am 18. Mai 1986 vor Absolventen der Haas School of Business der University of California, Berkeley gehalten hatte, wurden in den Film eingebaut. Zitat: „Es ist gut, wenn man habgierig ist. Ich möchte sogar behaupten, dass es gesund ist, habgierig zu sein. Du kannst gierig sein und dich dabei gut fühlen.“
Die Zeitschrift Newsweek kommentierte später: „Das Seltsamste war nicht nur, dass Ivan Boesky so etwas bei einer Abschlussfeier von Betriebswirten sagen konnte, sondern auch, dass seine Worte mit lautem Gelächter und Applaus begrüßt wurden.“
Um Ivan Boesky, Dennis Levine, Carl Icahn und ihre Machenschaften geht es in den Büchern Mr. Diamond von Douglas Frantz (Gütersloh: Bertelsmann 1989) und Club der Diebe von James B. Stewart (Frankfurt a. M: Ullstein 1994).